# Madatyphlops comorensis
Madatyphlops comorensis är en ormart som beskrevs av Boulenger 1889. Madatyphlops comorensis ingår i släktet Madatyphlops och familjen maskormar. Inga underarter finns listade i Catalogue of Life.
Denna orm förekommer endemisk på Grande Comore och Anjouan som tillhör Komorerna. Exemplar hittades i skogar och på odlingsmark. Madatyphlops comorensis gräver i lövskiktet och i det översta jordlagret. Honor lägger ägg.
Antagligen påverkas beståndet negativ av landskapsförändringar. Populationens storlek är inte känd. IUCN kategoriserar arten globalt som otillräckligt studerad.